# 松村豊大
松村 豊大（まつむら とよた、1962年4月27日 - ）は、日本の総合政策学者。徳島文理大学総合政策学部教授・研究科長。元航空管制技術官及び航空保安大学校教官。大阪府大阪市出身。

## 経歴

### 学歴
- 1978年 愛媛大学教育学部附属中学校卒業
- 1981年 愛媛県立松山東高等学校卒業
- 1983年 運輸省航空保安大学校航空電子科卒業
- 1994年 慶應義塾大学法学部卒業[1]
- 1997年 同志社大学大学院総合政策科学研究科修士課程修了
- 2001年 同志社大学大学院総合政策科学研究科博士後期課程修了（博士論文：「法政策学に関する基礎的研究 ―とくに法執行過程を中心に」）
- 2006年 放送大学大学院文化科学研究科修士課程文化科学専攻総合文化プログラム修了

### 職歴
- 1983年 国土交通省（旧運輸省）航空管制技術官
- 2002年 航空保安大学校岩沼研修センター無線科教官
- 2005年 航空保安大学校航空電子科教官
- 2006年 徳島文理大学総合政策学部教授
  - 2006年-2010年 徳島文理大学大学院総合政策研究科地域公共政策専攻[2]教授
  - 2012年-2016年 徳島文理大学大学院総合政策研究科地域公共政策専攻[2]教授
- 2016年 徳島文理大学大学院総合政策学研究科教授・研究科長

### 学会活動
- 日本計画行政学会四国支部 副支部長
- 法と経済学会
- 情報ネットワーク法学会
- 四国法政学会

### 学外活動
- 2010年4月-2010年8月 小松島市総合計画策定委員会
- -2016年3月 勝浦町基本計画等審議会 委員長
- -2016年3月 勝浦町財政懇話会 委員長
- 徳島市入札総合評価 委員
- 小松島市基本計画等審議会 委員長
- 小松島市財政審議会 委員長
- 小松島市公営交通経営審議会 会長
- 徳島県公有財産リフレッシュ会議 委員
- 徳島県介護保険審査委員会 委員

## 学位
- 1994年 学士（法学・慶應義塾大学）
- 1997年 修士（政策科学・同志社大学）
- 2001年 博士（政策科学・同志社大学）
- 2006年 修士（学術・放送大学）